# 仙台トヨペット
仙台トヨペット株式会社（せんだいトヨペット）は、宮城県仙台市宮城野区の国道45号 （仙塩街道）沿いに本社を置く、トヨタ系自動車ディーラー。
宮城県仙台市青葉区に本社がある総合商社、カメイの連結子会社である。カメイを中核に、ミヤギテレビ（通称：ミヤテレ。日本テレビ系列局（NNN・NNS））、カメイオート同様にカメイグループに属し、塩竈市を発祥の地とする亀井家がオーナーである。
現・亀井家の当主は4代目（オーナーとしては叔父を含めて5代目）の亀井文行である。

## 沿革
- 1956年 - 仙台トヨペット設立
- 1992年 - 「DUO宮城野」営業開始
- 2004年 - 環境マネジメント「ISO_14001」認証取得

## 展開店舗

### トヨペット店

#### 仙台市内
- 本社ショールーム - 仙台市宮城野区苦竹2-8-1
- 長町インター店 - 仙台市太白区郡山4-12-15
- 西多賀店 - 仙台市太白区鈎取字向原前1-5
- 仙台中央店 - 仙台市青葉区木町通2-3-1
- 車画廊一番町 - 仙台市青葉区一番町1-1-41
- 八乙女店 - 仙台市泉区八乙女中央1-2-1
- 長命ヶ丘店 - 仙台市泉区長命ケ丘3-30-1
- 泉インター店 - 仙台市泉区泉ケ丘2-1-1

#### 仙台周辺
- 塩釜店 - 多賀城市下馬5-4-38
- 利府店 - 宮城郡利府町利府字城前地内16街区1画地
- 大和大衡店 - 黒川郡大和町吉岡まほろば1-2-1
- 名取パーク店 - 名取市田高字沢目63-1

#### 県南
- 岩沼店 - 岩沼市末広1-3-10
- 大河原バイパス店 - 柴田郡大河原町字新南55-3
- 白石蔵王店 - 白石市福岡長袋字坂下24-1

#### 県北
- 石巻店 - 石巻市大街道西1-2-39
- 気仙沼店 - 気仙沼市本郷10-11
- 古川店 - 大崎市古川中里2-9-68
- 栗原築館店 - 栗原市築館藤木6-33
- 登米佐沼店 - 登米市迫町佐沼字梅ノ木5-1-13

### その他
- レクサス宮城野
- 宮城野中古車センター（中古車買取・販売）

## 関連会社
- カメイ
- 仙台コカ・コーラボトリング
- 宮城テレビ放送（日本テレビ放送網系列局）
- ジェームス仙台
- トヨタレンタリース仙台
- オリックスレンタカー・カメイ
- カメイオート
- 山形トヨペット
- 仙山テクノクラフト - グループ内ディーラー各社の新車納整業務を行う